# NGC 3662
NGC 3662 (również PGC 34996 lub UGC 6408) – galaktyka spiralna z poprzeczką (SBb/P), znajdująca się w gwiazdozbiorze Lwa. Odkrył ją William Herschel 22 lutego 1784 roku.
W galaktyce tej zaobserwowano supernową SN 2015bd.